# Wenzel Hamnqvist
Gustaf Rodrik Wenzel Hamnqvist, född den 16 januari 1872 i Åmål, död den 12 januari 1943 i Falun, var en svensk ingenjör. 
Hamnqvist avlade avgångsexamen vid Chalmers tekniska läroanstalt 1894 och blev ritare vid Stora Kopparbergs bergslags aktiebolag samma år. Han blev lärare vid bergsskolan i Falun 1900 och var föreståndare där 1904–1930.